# Ганиш Василь Васильович
Василь Васильович Ганиш (18 серпня 1957, смт. Отинія, Коломийський район, Івано-Франківська область) — колишній Депутати Верховної Ради АР Крим 6-го скликання, депутат міської ради Феодосії 2-го та 4-го скликань, заступник Феодосійського міського голови, заслужений економіст АР Крим. Засуджений до 12 років позбавлення волі за державну зраду, а саме за співпрацю з тимчасовою окупаційною владою РФ у Криму.

## Життєпис
Василь Ганиш народився 18 серпня 1957 року в смт. Отинія Коломийського району Івано-Франківської області.
1988 року закінчив Івано-Франківський інститут нафти і газу за спеціальністю інженер-економіст. Цього ж року почав працювати у Феодосії, направлений за розподілом, економістом відділу нафтогазорозвідувальної експедиції глибокого буріння. У 1996 році Василь Ганиш керівник Феодосійська комплексна нафтогазорозвідувальна експедиція.
З 1997 по серпень 2005 — начальник Державної податкової інспекції Феодосії.
2005 року закінчив правничий факультет Московського індустріального університету.
2005—2006 — міністр Ради міністрів АР Крим.
2007 — начальник Державної екологічної експертизи та державного екологічного контролю державної Азово-Чорноморської екологічної інспекції.
З 2008 по 2014 рік — заступник Феодосійського міського голови.
2010 року обраний депутатом Верховної Ради АР Крим 6-го скликання в одномандатному мажоритарному виборчому окрузі № 24 від Партії регіонів.

## Кримінальна справа

### Арешт
У березні 2015 року Служба безпеки України оголосила Ганиша в розшук за підозрою в державній зраді, як й інших депутатів Верховної Ради Криму, які 11 квітня 2014 року брали участь у так званому голосуванні за російську «Конституцію Криму».
У ніч з 27 на 28 квітня 2015 року Ганиша було затримано на пропускному пункті «Каланчак», коли він намагався в'їхати на територію материкової України, коли той їхав до матері в Калуш. Генпрокуратура України винесла йому підозру в скоєнні державної зради.

### Кримінальне провадження
29 квітня 2015 року Ганиша взяв під варту Печерський суд міста Києва. 14 серпня 2015 року почались слухання в Дніпровському суді Києва. Ганишу інкримінували участь у трьох епізодах, які слідство вважало державною зрадою:
1. участь в засіданні Верховної Ради АРК 6 березня 2014 року, на якому було ухвалене рішення провести «референдум» про приєднання Криму до Росії.
2. голосування обвинуваченого за ухвалення так званої російської «Конституції Криму» 11 квітня 2014 року.
3. участь у російських виборах до феодосійської міськради.

Через тривале перебування в Лук'янівському СІЗО у Ганиша погіршився стан здоров'я, оскільки він хворий на ішемічну хворобу серця, і в 2003 та 2008 роках він переніс операції, під час другої йому замінили один із серцевих клапанів на штучний. Тому 14 січня 2016 року Ганиша відпустили з СІЗО під домашній арешт.
23 листопада 2016 року прокуратура відмовилася від частини звинувачень у справі Ганиша. Обвинувачення не вважало злочинном участь Ганиша у засіданні кримського парламенту, на якому ухвалили рішення про проведення «референдуму» про статус півострова, оскільки Ганиш хоч і голосував, але був єдиним, з депутатів кримського парламенту, який проголосував «проти».
Під час слідства прокурорам АР Крим Сергій Хальзев та Вадим Букрей були заарештовані за підозрою у вимаганні хабаря у Ганиша. Прокурори вимагали в Ганиша 45 тис. $ за зміну статті обвинувачення на менш тяжку. Справу проти екс-прокурорів 2016 року закрили за браком доказів. У лютому 2016 року замість представників прокуратури АРК Сергія Хальзева та Вадима Букрєя процесуальними керівниками стали Петро Коваленко, Олег Данілін і Світлана Блудова.
У лютому 2017 року Вища рада правосуддя відсторонила голову суддівської колегії Олександра Федюка, та був обраний новий головуючий у справі, і суд над Ганишем почався заново.
19 листопад 2018 року Дніпровський районний суд Києва визнав винним у державній зраді та засудив колишнього депутата Верховної Ради АРК Ганиша до 12 років позбавлення волі, але на момент вступу судового вироку в силу, він не був під вартою, лишаючись на волі.
1 липня 2020-го на материковій частині України було повторно затримано кримського депутата Ганиша. Він перебував під домашнім арештом, незважаючи на вирок. Він був поміщений до Лук'янівського СІЗО.